# Aşağı Salahlı
Aşağı Salahlı è un comune dell'Azerbaigian situato nel distretto di Qazax.